# 2017년 선거 목록

2017년에 선거를 치르는 국가들을 표시한 지도

다음은 2017년의 선거와 국민투표이다.

## 월별 일정

### 3월
- 3월 15일 - 2017년 네덜란드 총선
- 3월 26일 - 2017년 홍콩 행정장관 선거

### 4월
- 4월 12일 - 2017년 대한민국 재보궐선거 (국회의원 1인 외)
- 4월 23일 - 2017년 프랑스 대통령 선거 1차 투표

### 5월
- 5월 7일 - 2017년 프랑스 대통령 선거 2차 투표
- 5월 9일 - 2017년 대한민국 대통령 선거 (조기 선거)
- 5월 19일 - 2017년 이란 대통령 선거

### 6월
- 6월 8일 - 2017년 영국 총선
- 6월 11일, 6월 18일 - 2017년 프랑스 총선

### 9월
- 9월 24일 - 2017년 독일 총선

### 10월
- 10월 22일 - 제48회 일본 중의원 의원 총선거